# Добровени
Добровени (мкд. Добровени) су насеље у Северној Македонији, у јужном делу државе. Добровени припадају општини Новаци.

## Географија
Насеље Добровени је смештено у крајње јужном делу Северне Македоније, близу државне границе са Грчком (7 km јужно од насеља). Од најближег већег града, Битоља, насеље је удаљено 35 km југоисточно.
Добровени се налазе у југоисточном делу Пелагоније, највеће висоравни Северне Македоније. Насељски атар је већином делом у долини Црне реке, која протиче непосредно северно од села, док се југоисточно од села издиже планина Ниџе. Надморска висина насеља је приближно 580 метара.
Клима у насељу је умереноконтинентална.

## Историја
Село Добровени је за време првог светског рата био део солунског фронта. Село се налази 18 km западно од Кајмакчалана. Код цркве светог Димитрија налазе се два одвојена гробља српских војника. На једном од њих налази се и већи споменик палим српским поштарима, који су погинули за време бомбардовања немачке авиације 1916. године.
Гробља су у лошем стању, као и остала српска војна гробља у суседном Бачу и Скочивиру, која су у стању пропадања.
Веће српско војно гробље налази се у Битољу.
Овде је било Истурено болничко одељење шкотских жена у Добравени од 1916. године.

## Становништво
Добровени су према последњем попису из 2002. године имали 18 становника.
Претежно становништво по последњем попису су етнички Македонци (100%).
Већинска вероисповест било је православље.

## Галерија
- Играње ора (1916—1917)
- Српско војно гробље из првог светског рата и Балканских ратова код цркве св. Димитрија